# Doctor-Y～外科医·加地秀树～
《Doctor-Y～外科醫·加地秀樹～》（又稱「拜金外科醫-Y」）（日语：／ Dokutāwai Gekai Kaji Hideki）是日本一部醫療劇，為電視劇《Doctor-X～外科醫·大門未知子～》的衍生劇；主演為勝村政信。
本劇第一季以「帝都醫科大學附屬大洗第八醫院」為主要場景，於2016年9月29日至11月3日在au Smart Pass和朝日TV電視兩網站以網路劇形式首播；隨後於2016年12月16日在朝日電視網播出了網路版第一季的精華版。
第二季場景為「穗野倉醫院」，於2017年9月26日至10月31日在、Amazon Prime Video及朝日TV電視上首播。2017年12月9日，第二季的精華版以「最終集之前！Doctor X大感謝祭」為標題在朝日電視網的“Special Sunday 第3部”檔期內播出。
第三季場景為「帝都醫科大學附屬靜岡第11分院」，於2018年9月15日起在KDDIVideo Pass和朝日TV電視上首播。
第四季場景為「帝都醫科大學附屬醫院前橋第27分院」，於2019年10月6日首播。
第五季場景為「成鏡大學醫院」，於2020年10月4日首播。

## 劇情簡介
第一季
被譽為「腹腔鏡魔術師」的加地秀樹被貶至茨城縣大洗的「帝都醫科大學付屬病院-大洗第8分院」。從東京調來，被譽為超級大醫生的加地迎來了兩位患者，一位是初來此地工作幫助的貧窮老人，另一位是議員的女兒三船遙香。眼前出現了「有錢而簡單的手術患者」和「貧窮而複雜的手術患者」，在這兩者中外科醫生加地秀樹最後會作出什麼選擇呢？其行蹤引人注目……
第二季
本季主題為夜間急診室靈異事件，           追加懸疑、恐怖的元素，劇中加地秀樹不由自主地嘟噥著「終於還是踏進了這個領域！」
第三季
「帝都醫科大學附屬靜岡第11分院」綜合外科部教授出缺，伊東院長推薦加地醫生出馬競選，熱海副院長則推薦鶴田參選。現有的7名教授中，3名表態會支持加地、另3名表態支持鶴田，而富士宮掌握著關鍵的一票。但其實富士宮曾經與鶴田交往過，後來富士宮放出風聲要支持鶴田後，原本要投給加地的3名教授也轉向支持鶴田，造成一面倒的狀況。沒想到這時鶴田竟然確診十二指腸腫瘤，如果用傳統的開腹手術，必需要長期休養，就趕不上教授的選舉，富士宮拜託加地用腹腔鏡做手術，但被加地認為不可能而拒絕了，所以富士宮找上了世界名醫賈拉克．布克來執刀。沒想到布克是為了高額的手術費才答應，事實上一開始就知道這個手術必須開腹，不可能用內視鏡來做，手術進行到一半時，以找不到腫瘤的正確位置為由，要求變更為開腹手術，此時加地衝入了手術房，提出以內視鏡、腹腔鏡併用的混合手術，二人合作處理，由加地以內視鏡來標示腫瘤的位置，而布克以腹腔鏡來進行切除。
手術順利完成後，加地順勢教訓布克不要侮辱手術，而布克自嘲加地這樣的行為是武士精神。富士宮詢問加地為何要做腹腔鏡手術，加地則回應依據患者的要求是醫生的本職，而加地請富士宮轉達鶴田，是加地救了他的命，請他退出教授選舉，富士宮說會轉達，但縱使鶴田退出，她還是要讓他成為教授，因為畢竟是前男友。最後鶴田順利當選教授，副院長熱海也陞任院長，而新任的副院長，由富士宮出任，此時眾人才知道這才是富士宮真正的目的。
第四季
木田光彥被稱為「腦外科之魔」的超級醫生，能力卓越，為加地秀樹在「帝都醫科大學附屬醫院前橋第27分院」的同僚。但是，木田因為某種原因辭去了醫生的職務。
另一方面，因7年前的大沢正一郎的手術，加地面臨著意想不到的危機，為了再次檢討當時的手術，加地試圖和木田取得聯系。實際上，木田掌握著與加地相關的某個秘密，這個秘密很大程度上左右著加地的命運…
第五季
講述有力加入NBA的籃球界明星大根類要接受手術，於是博美被成鏡大學醫院邀請進行手術支援，與在那裡當客席准教授的加地秀樹再遇，加地因為無法負責大根的手術而不高興，而博美就與下任教授的熱門人選主任准教授那須浩一合作動刀，另一方面博美的女兒舞從英國留學中回國，博美對於和踏入思春期的女兒的關係感到煩惱。
另一位VIP病人，日本體育連合會長尾藏大介，他打算利用這次機會讓他回到東帝大學醫院。之後博美的手術中出現緊急事態，醫院方面認為是博美的失誤，博美作為麻醉醫和母親兩方面都陷入危機，被迫進行選擇，到底她會有什麼決定？加地作為博美的朋友會出手相救嗎？

## 登場人物

### 主要角色
| 角色                    | 演員     | 敘述 | 登場季數 |
| 加地秀樹（52→53→54→54） | 勝村政信 | （第一季）帝都醫科大學附屬大洗第八分院醫師 （第二季）穗野倉醫院醫師 （第三季）帝都醫科大學附屬靜岡第11分院醫師 （第四季）東帝大學醫院外科醫師 → 帝都醫科大學附屬醫院前橋第27分院醫師 （第五季）成鏡大學醫院客席准教授 劇集Doctor Y的主角，在Doctor X中曾因「超級醫生實錄」演出，而有「腹腔鏡魔術師」美名。 其中劇情突顯他即使全力救急扶危，亦會有意無意投入於與醫師執照無關的事情，目標數位覺得為賺更多的錢和擔正教授之位。因著常與大門合作，同時其能力亦如未知數般讓人難以預期，所以被同行稱為「Doctor Y」。 | 第1~5季  |

### 跨季演出者
| 角色                      | 演員                 | 敘述                                                         | 登場季數     |
| 大門未知子（40→41→42→42） | 米倉涼子（特別演出） | 神原名醫介紹所所屬的派遣外科醫師。                           | 第1~5季      |
| 神原晶（69→70→71→71）     | 岸部一德（特別演出） | 神原名醫介紹所所長。                                         | 第1~5季      |
| 原守（42→44）             | 鈴木浩介（特別演出） | 國立高度醫療中心金澤分院外科醫師、東帝大學醫院綜合外科醫師。 | 第1季、第4季 |
| 海老名敬（55）            | 遠藤憲一（特別演出） | 東帝大學醫院綜合外科醫師。                                   | 第3季、第4季 |
| 蛭間重勝（67）            | 西田敏行（特別演出） | 東帝大學醫院總院長。                                         | 第3季、第4季 |

### 第一季
| 角色           | 演員                                | 敘述 |
| 岬健太（29）   | 三浦貴大                            | 帝都醫科大學附屬大洗第八分院外科醫師。寬鬆世代的新手外科醫師。小兒科醫師世家出身。對於加地秀樹依據患者是否送禮而態度不同之行徑，相當不以為然。 |
| 沖田良純（65） | 佐戸井憲太                          | 帝都醫科大學附屬大洗第八分院院長，帝都醫科大學畢業。神原晶的後輩，與蛭間重勝同期。20年前本院主任教授選舉敗陣後，被貶至大洗第八分院。           |
| 鳴海哲平       | 飯田基祐                            | 帝都醫科大學附屬大洗第八分院外科醫師。 |
| 磯野康介       | 伊東孝明                            | 帝都醫科大學附屬大洗第八分院麻酔科醫師。 |
| 小島絵美       | 宍戸美和公                          | 帝都醫科大學附屬大洗第八分院護士長。 |
| 三船遙香（20） | 宮脇咲良 （IZ*ONE / HKT48 / AKB48） | 音樂大學學生，三船勝之的女兒。因罹患闌尾炎在帝都醫科大學附屬大洗第八分院住院。                                                                 |
| 三船勝之       | 山路和弘                            | 以大洗為根據地的國會議員。三船遙香的父親。 |
| 田波茂男       | 村松利史                            | 食用糖果時因卡在喉頭而向加地求助的病人。 |
| 田波葉子       | 立石涼子                            | 茂男的妻子。 |

### 第二季
| 角色               | 演員       | 敘述                             |
| 中田和真（26）     | 堀井新太   | 穗野倉醫院護理師。               |
| 清水怜子（23）     | 飯豐萬理江 | 穗野倉醫院護理師。               |
| 黑澤清江（44）     | 野口薰     | 穗野倉醫院護理師。               |
| 橫溝正一（58）     | 岩松了     | 穗野倉醫院院長。                 |
| 水木茂治（46）     | 星田英利   | 寶倉信用金庫強盜案的逃犯。無業。 |
| 四谷佳矢子（25）   | 堀田茜     | 八卦雜誌「月刊真實場景」的記者。 |
| 小夜子（8）        | 稻垣來泉   | 神謎的少女。                     |
| 京極冬彥（62）     | 德井優     | 穗野倉醫院的病人。               |
| 北野亨（特別演出） | 瀧藤賢一   | 王超國際診所外科醫師。           |

### 第三季
| 角色               | 演員       | 敘述 |
| 富士宮小百合（43） | 涼         | 帝都醫科大學附屬靜岡第十一分院放射科教授，該院史上最年輕的教授，不屬於任何派系，對金錢權力無興趣，實現真正的仁心仁術，被稱為「靜岡的清廉小姐」，在正副院長的爭持下，她掌握著關鍵的一票。 |
| 鶴田匠（43）       | 野間口徹   | 帝都醫科大學附屬靜岡第十一分院外科醫師，教授候選人，曾在海老名敬手下工作過，帶著海外實績回歸，並得到副院長的推薦參加選舉。                                                               |
| 三島三平（35）     | 窪塚俊介   | 帝都醫科大學附屬靜岡第十一分院外科醫師。 |
| 戸田久志（28）     | 宇野結也   | 帝都醫科大學附屬靜岡第十一分院外科醫師。 |
| 熱海正人（59）     | 堀部圭亮   | 帝都醫科大學附屬靜岡第十一分院副院長，教授選舉支持鶴田匠。 |
| 伊東修一（64）     | 小野武彦   | 帝都醫科大學附屬靜岡第十一分院院長，教授選舉支持加地秀樹 。 |
| 清水權藏（62）     | 佐藤B作    | 靜岡醫療機器社長。加地秀樹的病人。 |
| 金谷久美子（25）   | 曾田茉莉江 | 清水社長的秘書。 |

### 第四季
| 角色             | 演員       | 敘述                                                                                             |
| 木田光彥（55）   | 片岡愛之助 | 前腦外科醫生，號稱腦外科之魔的超級醫生，因見識到大門未知子的實力後引退，現為太陽中華料理的老闆。 |
| 古屋早苗（49）   | 石田光     | 帝都醫科大學附屬醫院前橋第27分院護理長，喜歡加地秀樹。                                           |
| 島田美里（29）   | 倉科佳奈   | 前銀座高級俱樂部的公關，與加地秀樹有一夜情，後來從事詐騙。                                       |
| 島田七海（6）    | 古川凛     | 島田美里之女，協助島田美里從事詐騙。稱加地秀樹為「爸爸」。                                       |
| 柏原太郎         | 橋本潤     | 經營柏原法律事務所的律師，加地秀樹的同學。                                                       |
| 大澤正一郎（68） | 本田博太郎 | 七年前接受加地醫生腦瘤手術的議員。因頭痛在帝都醫科大學附屬前橋第27分院住院。                     |
| 高橋権蔵         | 渡邊哲     | 大澤議員本地後援會會長。                                                                         |
| 岡部和夫         | 九十九一   | 大澤議員本地後援會副會長。                                                                       |
| 成田重治         | 小倉一郎   | 大澤議員本地後援會副會長。                                                                       |
| 間柴良成         | 正名僕藏   | 週刊日報記者。因慢性胃潰瘍而在帝都醫科大學附屬前橋第27分院住院。                                 |
| 鍵谷豊           | 前川泰之   | 群馬縣前橋西署的警察。將島田美里以詐欺嫌疑犯逮捕。                                               |
| 由佳里           | 辻澤杏子   | 銀座高級俱樂部媽媽桑。                                                                           |

### 第五季
| 角色       | 演員       | 敘述                                                     |
| 城之內博美 | 内田有紀   | 神原名醫介紹所派麻醉醫。                                 |
| 城之內舞   | 藤井杏奈   | 城之內博美的女兒。從英國留學中回國。                     |
| 大根類     | 松大航也   | 那須的患者。因腹主動脈瘤住院。                           |
| 吉田       | 黒田浩史   | 患者。                                                   |
| 尾蔵大介   | 高田純次   | 日本體育聯盟主席。因逃避據稱受賄的報導，進行偽裝而住院。 |
| 小松菜實   | 結城萌     | 尾蔵的秘書。                                             |
| 須田       | 須田邦裕   | 東京地方檢察官。                                         |
| 三葉真帆   | 櫻庭奈奈美 | 成鏡大學醫院麻醉醫。                                     |
| 有働竜吾   | 少路勇介   | 成鏡大學醫院外科醫生。                                   |
| 韮崎翔     | 田中俊介   | 成鏡大學醫院外科醫生。                                   |
| 知念承太郎 | 小平伸一郎 | 成鏡大學醫院秘書。                                       |
| 金平蓮音   | 大坪明穗   | 成鏡大學醫院護士。                                       |
| 根岸美紀   | 古川泉     | 成鏡大學醫院護士。                                       |
| 蕗田浩子   | 淺田光     | 成鏡大學醫院護士。                                       |
| 明日原和子 | 峯村理惠   | 成鏡大學醫院麻醉醫。日本醫療俱樂部主席的女兒。           |
| 榎木武史   | 大高洋夫   | 成鏡大學醫院外科教授。                                   |
| 那須浩一   | 佐藤隆太   | 成鏡大學醫院外科醫生兼主任準教授。                       |

## 節目的變遷

### 日本
| 日本 朝日電視台 星期五23:15~00:15 | 日本 朝日電視台 星期五23:15~00:15                | 日本 朝日電視台 星期五23:15~00:15 |
| --------------------------------- | ------------------------------------------------ | --------------------------------- |
|                                   | ～外科醫・加地秀樹～ （2016.12.16 - 2016.12.16） |                                   |
| —                                 | —                                                |                                   |
| 15:15~16:25                       |                                                  |                                   |
| —                                 | ～外科醫・加地秀樹～ （2017.12.09 - 2017.12.09） | —                                 |
| 23:15~24:15                       |                                                  |                                   |
| —                                 | ～外科醫・加地秀樹～ （2018.10.05 - 2018.10.05） | —                                 |
| 星期日21:00 - 23:10               |                                                  |                                   |
| —                                 | ～外科醫・加地秀樹～ （2019.10.06 - 2019.10.06） | —                                 |
| 星期日21:00 - 22:55               |                                                  |                                   |
| —                                 | ～外科醫・加地秀樹～ （2020.10.04 - 2020.10.04） | —                                 |

### 台灣
| 臺灣 WakuWaku Japan - | 臺灣 WakuWaku Japan - | 臺灣 WakuWaku Japan - |
| --------------------- | --------------------- | --------------------- |
|                       | （- ）                |                       |
| —                     | —                     |                       |
| -                     |                       |                       |
| —                     | （ - ）               | —                     |
| -                     |                       |                       |
| —                     | （- ）                | —                     |
| -                     |                       |                       |
| —                     | （- ）                | —                     |
| -                     |                       |                       |
| —                     | （- ）                | —                     |

## 外部連結
- 朝日電視臺官方網站：
  - ドクターＹ～外科医・加地秀樹～第一季（页面存档备份，存于）（日語）
  - ドクターＹ～外科医・加地秀樹～第二季（页面存档备份，存于）（日語）
  - ドクターＹ～外科医・加地秀樹～第三季（页面存档备份，存于）（日語）
  - ドクターＹ～外科医・加地秀樹～第四季（页面存档备份，存于）（日語）
  - ドクターＹ～外科医・加地秀樹～第五季（页面存档备份，存于）（日語）

- 朝日TV視頻官方主頁：
  - ドクターY〜外科医・加地秀樹〜（2016）（页面存档备份，存于）（日語）
  - ドクターY〜外科医・加地秀樹〜（2017）（页面存档备份，存于）（日語）
  - ドクターY～外科医・加地秀樹～（2018）（页面存档备份，存于）（日語）
  - ドクターY〜外科医・加地秀樹〜（2019）（页面存档备份，存于）（日語）
  - ドクターY〜外科医・加地秀樹〜（2020）（页面存档备份，存于）（日語）

- WakuWaku Japan官方網站：
  - 拜金外科醫-Y（页面存档备份，存于）（繁體中文）
  - 拜金外科醫-Y(2017)（页面存档备份，存于）（繁體中文）
  - 拜金外科醫-Y(2018)（页面存档备份，存于）（繁體中文）
  - 拜金外科醫-Y(2019)（页面存档备份，存于）（繁體中文）
  - 拜金外科醫-Y(2020)（页面存档备份，存于）（繁體中文）